# Jilava
Jilava est un village et une commune dans le județ d'Ilfov en Roumanie, au sud de Bucarest.
Le nom vient d'un mot roumain lui-même dérivé d'un mot slave (žilav) passé dans la langue roumaine en jilav signifiant « lieu humide ».
Le village est principalement connu comme zone industrielle et pour son fort transformé en prison en 1938.

## Prison de Jilava

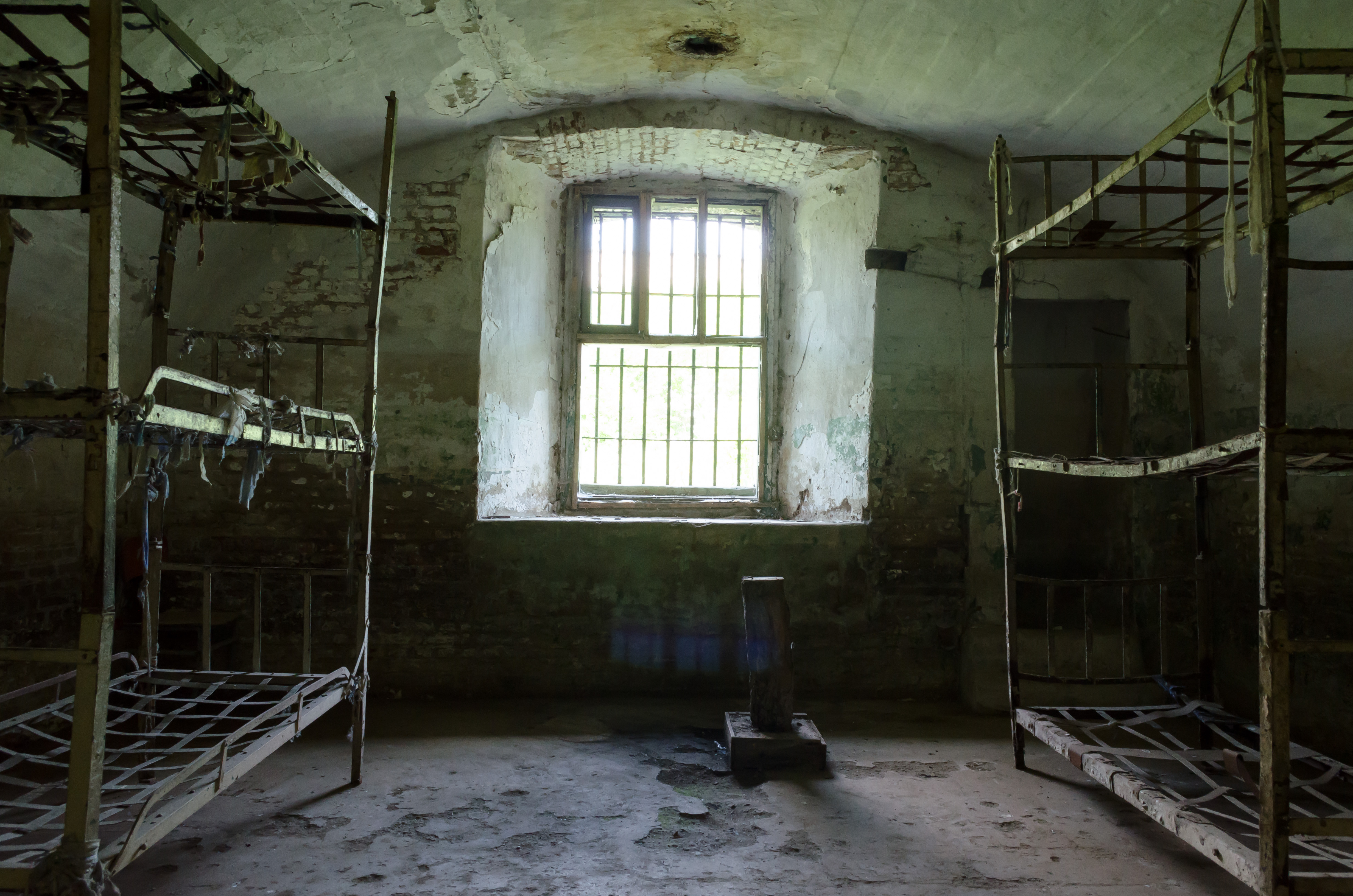
Cellule à Jilava

Le roi Carol Ier (1839-1914), y fit construire un fort, élément des fortifications protégeant Bucarest (en). À l'époque de la dictature carliste le fort fut transformé en prison, remplie par des détenus membres de la Garde de fer, en quasi-guerre civile contre les autorités. 
Lors de l'abdication du roi Carol II et de l'instauration de l'« État national légionnaire » associant la Garde de Fer et le maréchal Ion Antonescu, les « légionnaires » de la Garde de Fer furent libérés et des intellectuels, membres des forces de l'ordre et hommes politiques démocrates les remplacèrent dans les cellules.
Les 26 et 27 novembre 1940, les « légionnaires » au pouvoir tuèrent dans la prison 64 prisonniers politiques (« massacre de Jilava ») dont une cinquantaine de gendarmes et de policiers et l'ancien ministre de la Justice, Victor Iamandi, pour « venger l'assassinat » de leur chef Corneliu Zelea Codreanu en 1938 par le régime carliste. C'est aussi aux abords de la prison que furent fusillés le 1er juin 1946 quatre dirigeants du régime fasciste roumain dont Ion Antonescu, arrêtés et jugés après que la Roumanie est passée du côté des Alliés le 23 août 1944. Le 24 août 1944, les forces armées roumaines capturèrent 98 militaires allemands de la Wehrmacht qui y furent détenus un mois avant d'être livrés à l'URSS conformément à la convention d'armistice soviéto-roumaine du 12 septembre 1944.
Treize anciens « légionnaires » jugés par le régime communiste de Roumanie y furent exécutés le 31 octobre 1953 : réfugiés en Allemagne après la guerre, ils avaient été enrôlés par la CIA et parachutés en Roumanie pour aider la résistance anti-communiste. De nombreux détenus politiques du régime communiste y furent également détenus avant d'être transférés dans les camps de travail forcé du Bărăgan et du canal Danube-Mer Noire. Le 23 octobre 1971, le tueur en série Ion Rîmaru y fut également fusillé. Lors de la chute de la dictature communiste, les détenus se mutinèrent et demandèrent leur libération, mais seuls les prisonniers politiques furent amnistiés et libérés. Depuis le rétablissement de la démocratie, la prison ne compte plus que des détenus des droit commun.
Quelques prisonniers politiques connus
- Corneliu Codreanu (1899-1938) est assassiné sur ordre du roi Carol II, décision prise en réalité par Armand Călinescu, par des gendarmes alors qu'il est transporté à la prison de Jilava

- Paul Goma (né en 1935), écrivain.
- Vlad Ghica (1873-1954), prêtre issu d'une famille princière, fondateur d'hospices et opposant au nazisme et au communisme. Arrêté à près de 80 ans, mort à Jilava de mauvais traitements.
- Marian Munteanu (né en 1962), ethnologue, professeur et militant civique roumain. Il a été un des représentants du mouvement pour les droits civils en 1989.
- Constantin Noica (1909-1987), journaliste, philosophe, écrivain et poète.
- Zenovie Pâclișanu (né en 1886), historien et académicien, mort en détention à Jilava en novembre 1958.

## Démographie
Lors du recensement de 2011, 80,74 % de la population se déclarent roumains et 12,3 % comme roms (0,47 % déclarent une autre appartenance ethnique et 6,47 % ne déclarent pas d'appartenance ethnique).

## Politique
| Parti | Parti                                                 | Sièges |
| ----- | ----------------------------------------------------- | ------ |
|       | Parti social-démocrate (PSD)                          | 5      |
|       | Parti national libéral (PNL)                          | 4      |
|       | Parti Mouvement populaire (PMP)                       | 2      |
|       | Parti du pouvoir humaniste (PPU)                      | 2      |
|       | Alliance des libéraux et démocrates (ALDE)            | 1      |
|       | Union nationale pour le progrès de la Roumanie (UNPR) | 1      |
|       | Parti des Roms « Pro-Europe »                         | 1      |
|       | Indépendant                                           | 1      |